# Gecina
Gecina ist ein französisches Unternehmen mit Sitz in Paris. Es ist das führende Immobilienunternehmen in Frankreich.

## Geschichte
Das Unternehmen wurde 1959 in Paris als Groupement pour le Financement de la Construction (GFC) gegründet und sammelte Mittel von rund 60 Versicherungsgesellschaften zur Finanzierung der Entwicklung von Wohngebäuden ein.
1998 wurde der Unternehmensname (Firma) in Gecina geändert, als es die Immobiliengesellschaft Foncina übernahm. Gecina entwickelte sich weiter, erwarb mehrere Immobiliengesellschaften und verdoppelte mit der Übernahme von Simco im Jahr 2003 fast seine Größe und wurde zur größten Immobiliengruppe Frankreichs. Im Jahr 2003 erhielt Gecina den Status einer SIIC (société d’investissement immobilier cotée), der es ihr ermöglichte, ihr Portfolio zu diversifizieren und ihre Präsenz im gewerblichen Bereich auszubauen.
Im Juni 2017 gab Gecina die Übernahme von Eurosic für 3,3 Milliarden Euro bekannt, wodurch das Unternehmen zur viertgrößten Immobiliengruppe Europas und zum Marktführer für Büroimmobilien wurde. Im Jahr 2016 hatte Eurosic die Foncière de Paris übernommen, die zuvor 2013 mit der Foncière Paris France fusioniert hatte.
Die Caisse de dépôt et placement du Québec (CDPQ) wurde 2018 mit einem Anteil von 23 % zum Hauptaktionär von Gecina.
Am 21. Juli 2018 verkaufte das Unternehmen Restaurantketten, die hauptsächlich zu Léon de Bruxelles und Courtepaille gehörten, für fast 20 Millionen Euro. Diese Vermögenswerte wurden seit der Übernahme von Eurosic im Jahr 2017 gehalten.

## Geschäftsfelder
Gecina vertreibt in den Divisionen Economic Geschäftsimmobilien und Demographic Wohnimmobilien und Immobilien für das Gesundheitswesen. Das Immobilienvermögen hat einen Wert von über zwölf Milliarden Euro (Stand 2015).